# 魔法少女リリカルなのはA's PORTABLE -THE GEARS OF DESTINY-
『魔法少女リリカルなのはA's PORTABLE -THE GEARS OF DESTINY-』（まほうしょうじょリリカルなのはエース ポータブル ザ・ギアーズ・オブ・ディスティニー）は、バンダイナムコゲームスから2011年12月22日発売の、PlayStation Portable用対戦型格闘ゲーム。略称は『なのはGOD』、『GOD』。

## 概要
『魔法少女リリカルなのはA's』のゲーム版2作目。今作では、オリジナルキャラクターのアミティエとキリエが追加され、前作『魔法少女リリカルなのはA's PORTABLE -THE BATTLE OF ACES-』でノンプレイヤーキャラクターだったユーノとアルフが操作キャラクターとして参戦している。また、タイムトラベルの要素を加えたことで、『A's』よりも未来の時系列に当たる『魔法少女リリカルなのはViVid』からヴィヴィオとアインハルト、『魔法戦記リリカルなのはForce』からトーマが参戦している。ゲーム版はTVシリーズに対するパラレル歴史であることから、本作では思いきって正史シリーズの制約や設定にとらわれない一種のお祭りゲーのような方向性がとられており、未来からの来訪者や最新作のキャラクターと『A's』時代のキャラクターとの共演が実現した。なお、『魔法少女リリカルなのはStrikerS』は除外されている。
そのため、版権表記も前作で使われた「なのはA's PROJECT」ではなく、「都築真紀」に変更されている。また、レーベルもナムコレーベルからバンプレストレーベルに変更された。
都築真紀の作品中でストーリーに『時間改変』を引き起こす事象が登場するのは『とらいあんぐるハート3 リリカルおもちゃ箱』以来のことである。登場キャラクターが実際にタイムトラベルまで行えるのは過去作中初めてのことである。

## ストーリー
「闇の欠片事件」（『-THE BATTLE OF ACES-』）から約3ヶ月後、遥か未来からアミティエ・フローリアンとキリエ・フローリアンが地球に現れる。2人はその時に起る「ある出来事」をキリエは達成させるために、アミタはそれを阻止するために戦いを繰り広げる。その戦いが時の流れを乱し、過去と未来が複雑に絡み合うことになる。

## ゲームシステム
前作の「レンジシフトバトル」を継承しつつもカメラアングルが見直され、より臨場感のあるバトルができるようになっている。

## 登場キャラクター
一部キャラクターは条件を満たすことで過去のナムコゲームに関係したコスチュームに変えることができる。
アミティエ・フローリアン
声 - 戸松遥
本作の主人公の一人。妹キリエを追ってきた謎の少女。なのは達に発見され事情説明を要求されるも、わけあって毎回逃亡する。
その正体は「ギアーズ」と呼ばれるアンドロイド。環境破壊により死にゆく故郷「エルトリア」を救おうと過去に介入しようとするキリエの行動で「砕け得ぬ闇」が暴走させることを恐れ、止めようと孤軍奮闘する。
キリエ・フローリアン
声 - 佐藤聡美
本作の主人公の一人。アミタの妹。とある目的のため、システムU-Dを求めてマテリアル達に接触する。周囲の人間に対してはブリっ子のような態度を振舞っているが、その行為は自身の感情を押し殺しているようにも見える。
アミタと同じく「ギアーズ」であり、エルトリアを救うカギとなるエグザミアを入手するため過去の海鳴市に赴き、「砕け得ぬ闇」の復活をさせようとし、意見の食い違いで姉のアミタと対立する。
高町なのは
声 - 田村ゆかり
コスプレ：ワルキューレ（1P）＆ブラックワルキューレ（2P)
ユーノやアルフに事情を聞き、アミタ達を追うことになるが後に事件に巻き込まれた未来の娘であるヴィヴィオと出会い、仲良くなる。
フェイト・テスタロッサ
声 - 水樹奈々
コスプレ：クロノア（1Pが初代、2Pがクロノアヒーローズ版）
アルフとともにキリエの追跡をするが戦闘中、キリエの本心を知る。またプレシアやリニスの闇の欠片に戸惑うなど幼いゆえの脆さを見せる。
八神はやて
声 - 植田佳奈
コスプレ：ワンダーモモ（1P)&アマゾーナ（2P）
本作でもリインフォースと行動をともにしており、復活したディアーチェ達を止めようとするが事情が変わったことでディアーチェ達の本質を知り、彼女と親しくなろうとする。また闇の書事件の真相は知っているがリーゼ達のことは許しているらしいがリーゼロッテはそれを信じていない。
ユーノ・スクライア
声 - 水橋かおり
前作はセリフのみだったが本作ではプレイヤーキャラクターとして登場し、シュテルも認めるほどの実力を見せたりヴィヴィオにも勝利した。また本作ではなのはと出会う前の彼の闇の欠片も登場し、シャマルに勝負を仕掛ける。
アルフ
声 - 桑谷夏子
前作は台詞のみだったが本作ではプレイヤーキャラとして参戦。持ち前の感情的な性格ゆえにヴィータ共々お互い本物と気付かず攻撃を仕掛けることもある。フェイトを慕っているが容姿は瓜二つでも性格が正反対のレヴィとは衝突することがしばしばある。
ヴィータ
声 - 真田アサミ
コスプレ：王子（1P）&王様（2P）
はやてやシグナム達とともにアミタ達の追跡をするが、途中でリーゼロッテに出会い、事情を知ったのかはやてや他の守護騎士達と違い、かつてはやてを騙した為、勝負を仕掛ける。
シグナム
声 - 清水香里
コスプレ：我那覇響（1Pが961プロ風、2Pが765プロ風）
はやてから事情を聞き、ディアーチェやキリエ達を追うことになるが途中で事件に巻き込まれたトーマ達や特殊な闇の欠片として復活したリニスと遭遇する。
シャマル
声 - 柚木涼香
コスプレ：カイ
管理局の医療班になったためか周囲からシャマル先生と呼ばれている。ドジで天然なところは本作でも健在している。
ザフィーラ
声 - 一条和矢
本作でも寡黙ながらも陰で仲間達を支える。アミタ達を探すプレシアに対しても冷静な態度をとった。
クロノ・ハラオウン
声 - 高橋美佳子
本作でもメンバーのリーダーとして仲間達を陰で支え、後にキリエの本心を見抜く。本作では意外にもリンディやエイミィは登場しない。
リインフォース
声 - 小林沙苗
コスプレ：KOS-MOS（1P）＆T-elos（2P）
余命があとわずかだが前作に引き続き登場している。本作でもはやてと行動を共にしている。
リーゼアリア&リーゼロッテ
声 - 谷井あすか（アリア）、松来未祐（ロッテ）
既に管理局を退職しているが、レティ・ロウラン提督の要請で独自に調査を行っている。『闇の書事件』での負い目から、はやてやヴォルケンリッターとの接触は避けるようにしている。しかしアリアは理解しているに対し、ロッテはまだ納得していないようで闇の書と共にありながらこれまで何もしてこなかったリインフォースやヴィータらに対しては、主であるグレアムや教え子であるハラオウン一家の人生を狂わせた存在として、少なからず恨みを抱いている。
星光の殲滅者（シュテル・ザ・デストラクター）
声 - 田村ゆかり
マテリアルの頭脳的存在で冷静な性格なため他の二人に比べ、なのは達に対して敵対心は持っていないがなのはとの戦いを楽しんだりするなど好戦的な一面もある。
雷刃の襲撃者（レヴィ・ザ・スラッシャー）
声 - 水樹奈々
マテリアルの中では力自慢だがそれゆえに頭の回転が悪くフェイトの名前を覚えることができず『オリジナル』と呼んでいる。
闇統べる王（ロード・ディアーチェ）
声 - 植田佳奈
マテリアルのリーダー的存在。砕けぬ闇を我が物にするため、当初ははやて達と敵対していたが事情が変わり一時的にはやて達に力を貸す。横暴に振る舞うがシュテルやレヴィの面倒を見るなどリーダーらしい一面も。
高町ヴィヴィオ
声 - 水橋かおり
学校帰りに突如13年前の海鳴市に時間移動してしまい、タイムパラドックスを回避するためになのは達から逃げる。
闇の欠片は『StrikerS』時代の幼児期の人格に近い。
アインハルト・ストラトス
声 - 能登麻美子
学校帰りに突如13年前の海鳴市に時間移動してしまい、ヴィヴィオと共になのは達から逃げつつ状況を把握している。
トーマ・アヴェニール&リリィ・シュトロゼック
声 - 梶裕貴（トーマ）、戸松遥（リリィ）
特務六課として過ごしていた時間から時間移動する。特務六課での経緯からはやてやヴィータらを恐れており、はやてを見るたびに拒絶反応を起こすほど。途中でヴィヴィオ達（両者に面識はあるが、時間軸はトーマ達の方が後であるため、ヴィヴィオはエクリプスやリリィのことを知らない）と合流し対策を練る。
なお、実際に操作するのはトーマのみで、リリィは『Force』と同様にリアクトの状態である。
プレシア・テスタロッサ
声 - 五十嵐麗
PT事件までの記憶を有した闇の欠片が登場。アリシアの死という過去を変えるため、時間移動能力者であるキリエ達を探す。
リニス
声 - 浅野真澄
消滅までの記憶を有した闇の欠片の状態で出現。フェイトとアルフ、そしてプレシアに対する心残りから出現した。なのは達の協力もあり、フェイトとアルフと再会する。
砕け得ぬ闇（U-D）
声 - 阿澄佳奈
キリエやディアーチェ達の目的である少女。名称とは裏腹に幼い姿をしており、自身を復活させてはいけないと話すなど争いごとを好まない。はやてやシャマルから「ヤミちゃん」と呼ばれている。
ストーリーモードのみの登場
- マリエル・アテンザ
- アイシス・イーグレット

他にもスバルやノーヴェなど一部のキャラも回想のみだが登場している。

## 主題歌
オープニングテーマ「ROMANCERS' NEO」
歌：水樹奈々
エンディングテーマ「滑空の果てのイノセント」
歌：田村ゆかり

## 関連作品

### 漫画
『コンプエース』2012年1月号から2013年4月号まで原作：都築真紀、作画：榊蒼十郎によるパロディ4コマ漫画、『魔法少女リリカルなのはA's PORTABLE -THE GEARS OF DESTINY- マテリアル娘。』が連載した。
1. 2012年7月10日発売 ISBN 978-4-04-120343-9
2. 2013年4月26日発売 ISBN 978-4-04-120680-5

### ドラマCD
本項の内容で、「『A's』から『BOA』と本作に分岐しなかったTV版の世界」、「『A's』から『BOA』と本作に分岐したTV版の世界」、「劇場版の世界」は並行世界の関係にあると言及されている。
魔法少女リリカルなのはGOD サウンドステージM「エルトリアの空の下から」
『メガミマガジン』2012年8月号の付録として同梱。
魔法少女リリカルなのはGOD サウンドステージA「ミッドチルダの夜空の下」
『アニメディア』2012年8月号の付録として同梱。